# Мірчешть (Васлуй)
Мірчешть, Мірчешті (рум. Mircești) — село у повіті Васлуй в Румунії. Входить до складу комуни Текута.
Село розташоване на відстані 299 км на північний схід від Бухареста, 29 км на північ від Васлуя, 29 км на південь від Ясс.

## Населення
За даними перепису населення 2002 року у селі проживали 324 особи, усі — румуни. Усі жителі села рідною мовою назвали румунську.